# Малюжинський Микола Олександрович

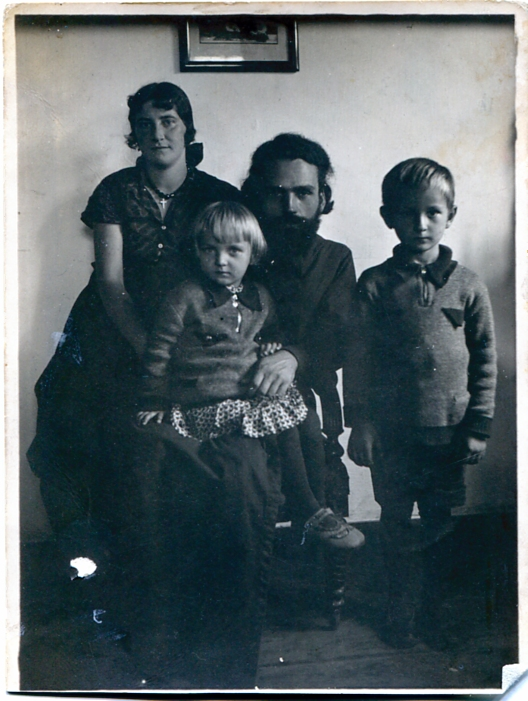
Родина о.Миколи

Мико́ла Олександрович Малюжи́нський (9 травня 1903, Любар — 15 жовтня 1943, Рівне) — український священник.

## Життєпис
Випускник семінарії в Крем'янці. 1931 закінчив православний богословський відділ Варшавського університету. Був на службі Божій у селі Тилявка. На початку 1932 призначений благочинним Лановецького благочиння, одночасно служив у храмі Покрови Пресвятої Богородиці. Його стараннями у 1937—1938 роках православний прихід кількаразово зріс.
В 1930 роках на Лановеччині й Шумщині польські прикордонники примусово навертали в католицизм селян — так звана мала пацифікація. Проти цієї сваволі виступили священник Микола Малюжинський, посли Степан Баран та Степан Скрипник.
1938—1941 — за відстоювання прав православних М. Малюжинський переведений у с. Кримне (нині Волинської області); згодом — генеральний вікарій Люблінського дистрикту Генеральної губернії, член Холмської духовної консисторії (нині Польща).
22 червня 1941 був серед інших (генерал Олександр Загродський, Ярослав Старух, Богдан Шемет, Михайло Крат) підписантом відозви Українського національного комітету у Кракові до української політичної еміграції із закликом згуртування сил для побудови Української держави. За німецької окупації працював спочатку в Холмі, де був членом Духовної Консисторії, потім на Волині. 4 травня 1942 був представником архієпископа Полікарпа у Рівному в Райхскомісаріатові при визнанні німецькою владою існування УАПЦ. У вересні 1942 від імені Полікарпа узгоджував конфлікт щодо почерговості служінь УПЦ і УАПЦ в Свято-Покровському храмі Луцька.
В ніч з 15 на 16 липня 1943 в Луцьку арештовано до 70 представників інтелігенції, серед них й найближчі співробітники митрополита Полікарпа — члени Адміністратури УАПЦ протоієрей Малюжинський і І. Власовський, член Консисторії протоієрей А. Селепина, ув'язнені в Рівному. 15 жовтня 1943 Малюжинський розстріляний серед 33 в'язнів Рівненської в'язниці за зв'язки з повстанцями — разом з о. Володимиром Мисечком (член Церковного Управління при Владиці Платоні).
28 липня 2019 відбулося відкриття меморіальної дошки та було проведено урочисте погашення поштової марки і конверта на честь просвітницької діяльності отця Миколи Малюжинського у Ланівцях.